# Tourteron
Tourteron è un comune francese di 182 abitanti situato nel dipartimento delle Ardenne nella regione del Grand Est.
Qua nacque il gesuita e pedagogo Jean-Baptiste Blanchard. 

## Società

### Evoluzione demografica
Abitanti censiti